# Harold Clurman
Harold Clurman (New York, 18 settembre 1901 – New York, 9 settembre 1980) è stato un regista teatrale e critico teatrale statunitense.
Fu tra i fondatori, nel 1931, del Group Theatre assieme a Lee Strasberg e Cheryl Crawford.

## Biografia
Fece gli studi universitari inizialmente alla Columbia University, poi a Parigi, dove abitava con il musicista Aaron Copland e dove scrisse una tesi sul dramma francese a cavallo tra il XIX ed il XX secolo.
Rientrato negli Stati Uniti nel 1924, si applicò nella recitazione ed iniziò a spaziare nei vari aspetti dell'arte teatrale, formulando l'idea di un teatro non come puro intrattenimento ma come "strumento di espressione politica e spirituale".
Nel 1931 fondò, assieme a Lee Strasberg e a Cheryl Crawford, il collettivo teatrale Group Theatre, nel quale si occupava dell'allestimento scenico dei lavori: del gruppo faceva parte anche Stella Adler, che fu sua moglie dal 1940 al 1960. Fu tra i principali direttori dei lavori del drammaturgo Clifford Odets. Allo scioglimento del gruppo, avvenuto nel 1941, Clurman continuò il suo lavoro di critico e di regista teatrale: ricevette quattro nomination ai Tony Award come miglior regista senza tuttavia mai vincerne alcuno. Nel 1952-1953 ha collaborato con l'attrice statunitense Shirley Booth, l'attore drammatico italiano Dino Di Luca e il fisarmonicista/compositore italoamericano John Serry Sr. in una produzione di Broadway di Arthur Laurents, intitolata Il Tempo del Cuculo (The Time of the Cuckoo).

## Filmografia
- In nome dell'amore (Deadline at Dawn), co-regia di (non accreditato) William Cameron Menzies (1946)